# For altid
| Recensione            | Giudizio |
| --------------------- | -------- |
| Berlingske Tidende    |          |
| Ekstra Bladet         |          |
| Gaffa                 |          |
| Dagbladet Information | (medio)  |
| Jyllands-Posten       |          |
| Politiken             |          |
| Soundvenue            |          |

For altid è il quarto album studio della cantante danese Medina. È in lingua danese ed è stato pubblicato il 18 settembre in formato di download digitale e il giorno seguente come CD. Nel resto dell'Europa è uscito il 10 ottobre 2011. L'album è entrato alla terza posizione della classifica danese ed è salito alla seconda la settimana successiva; è rimasto in top ten per diedi settimane consecutive.
Riguardo alla pubblicazione, Medina ha commentato: "In pratica è ancora una registrazione di cose che mi sono passate per la mente. Generalmente, è più pop rispetto a Welcome to Medina, ma penso che ancora una volta siamo riusciti a riempirlo di ciò che io in realtà non penso qualcun altro abbia sperimentato qui in Danimarca. Abbiamo selezionato tutti gli stili che ci piacevano e li abbiamo fusi insieme in un unico grande miscuglio meraviglioso. [...] Non vedo l'ora di vedere le reazioni del pubblico."

## Tracce
A:larm (ALARMCD 150); EMI (EMI-50999 -7302912)
1. Synd for dig - 3:29
2. For altid - 3:32
3. Vend om - 3:50
4. Kl. 10 - 4:04
5. Lyser i mørke - 3:47
6. 12 dage - 4:20
7. Gode mennesker - 4:01
8. Ejer hele berden - 3:25
9. Har du det ligesom mig (con Young) - 4:56
10. Lykkepille - 3:56

## Classifiche
| Classifica (2011) | Posizione massima |
| ----------------- | ----------------- |
| Danimarca         | 2                 |

### Classifiche di fine anno
| Classifica (2011) | Posizione |
| ----------------- | --------- |
| Danimarca         | 16        |